# Janne Kolling
Janne Kolling (Aarhus, 12 juli 1968) is een voormalige Deense handbalspeler, die tussen 1986 en 2001, toen ze haar loopbaan beeindigde wegens een blessure, actief was bij diverse clubs en in die periode speler was van het Deense nationale team, waarvoor ze op 22 augustus 1998 debuteerde in een wedstrijd tegen Bulgarije. In december 2007 maakte ze haar rentree voor de Deense eersteklasser FCK Håndbold .
Met 250 interlands is Janne Kolling recordinternational voor het Deense nationale handbalteam.  Met 756 goals is ze de op één na best scorende speler aller tijden voor het Deense team. 
Kolling won met Denemarken in 1996 en 2000 de Olympische gouden medaille. Nadat Kolling in 1993 met Denemarken vice-wereldkampioen werd, won ze uiteindelijk in 1997 het wereldkampioenschap. De linkshandige won het EK in 1994 en 1996 en werd in 1998 vice-Europees kampioen.